# Rubedo (CMS)

Rubedo es una solución para la administración de contenidos libre, editada por la empresa francesa Webtales. Rubedo Ofrece una gama de servicios para la construcción de sitios web : personalización, administración de contenidos, administración de documentos y media, portabilidad, geolocalización, búsqueda por Faceted Search y un conjunto de fincionalidades para la administración de derechos y roles de usuario.
Es un programa libre, con licencia GNU/GPL, escrito en PHP, combinable con MongoDB.

## Funcionalidades
Rubedo es un CMS "todo terreno" que puede responder en múltiples casos de uso profesional: Planta de internet / intranet sitio web y portal de biblioteca móvil, colaboración, e-commerce. Rubedo también ofrece la capacidad de crear aplicaciones móviles de sitios web.
Más allá de una plataforma técnica potente y eficaz, Rubedo maneja grandes volúmenes de datos (contenido, documentos y multimedia) y proporciona funciones de búsqueda avanzada.
Su alto nivel de ergonomía así como el sistema de administración de personalizaciones de Rubedo permiten que tanto los usuarios expertos como otros usuarios más ocasionales puedan apropiarse rápidamente esta herramienta.
Rubedo puede crear sitios web adaptativos integrando Diseño web adaptable.